# Comique de répétition
Le comique de répétition (également désigné par les expressions anglaises running gag ou running joke) est une technique de narration faisant appel à une blague ou à une référence comique qui revient plusieurs fois de suite, sous la même forme ou sous une forme légèrement modifiée, pendant une même œuvre (sketch, film, spectacle, livre, etc.), ou au cours de différents numéros, avec par exemple l'utilisation d'un personnage récurrent.

## Description
Le comique de répétition peut débuter avec un exemple d'humour involontaire, qui se répète avec des variations alors que la plaisanterie devient de plus en plus familière et que le public anticipe la réapparition du gag. L'humour, dans le comique de répétition, peut dépendre entièrement du nombre de répétitions d'un gag, de la (non)pertinence de la situation dans laquelle le gag se produit, ou même de la manière de préparer le public à attendre une nouvelle occurrence de la plaisanterie, mais en la remplacant par autre chose (le fait d'appâter et de changer).
Les gags récurrents sont souvent utilisés dans des émissions de télévision humoristiques, mais peuvent également apparaître dans des films, des livres, des bandes dessinées ou des jeux vidéo, voire sur scène lorsqu'un humoriste ou un musicien fait participer le public par des répétitions d'un détail scénique (un geste appelant un bref applaudissement de façon répétée par exemple).
Un comique de répétition peut être verbal ou visuel et, à l'occasion, provenir des personnages eux-mêmes, qui peuvent être conscients du gag et faire une mention humoristique de celui-ci.

## Étymologie
La répétition est identifiée dans l'ouvrage philosophique Le Rire : essai sur la signification du comique de Henri Bergson comme l'un des ressorts du comique (chapitre 2). Bergson utilise certaines pièces de Molière comme exemples.
En anglais, l'expression running gag provient du participe présent employé comme adjectif running (« continu », « ininterrompu ») et du nom anglais gag (« blague », « histoire drôle »).

## Au cinéma

### Longs métrages
- Dans Pleins feux sur Stanislas (1965), à chaque fois que le personnage de Stanislas (Jean Marais) téléphone à son patron (André Luguet) qui se trouve en galante compagnie, c’est une délicieuse créature qui dit à son patron : « C'est pour toi mon biquet… », avec une « surprise » finale inattendue.
- Dans Mais où est donc passée la septième compagnie ? (1973), le personnage de Pithiviers (Jean Lefebvre) répète à plusieurs reprises « J'ai glissé chef » pour justifier ses bourdes successives.
- Dans la série Le Gendarme de Saint-Tropez, l'apparition récurrente de la bonne sœur, une folle du volant.
- Dans Y a-t-il un pilote dans l'avion ? (1980) et Y a-t-il enfin un pilote dans l'avion ? (1982), les deux films utilisent massivement ce type de gags.
- Dans la série de films Indiana Jones, le gag du sabreur qui affronte le docteur Jones revient à deux occasions :
  - dans Indiana Jones et les Aventuriers de l'arche perdue (1982) ;
  - puis dans Indiana Jones et le Temple maudit (1984), avec une variante (cette fois, le docteur Jones n'a pas son pistolet).
- Dans Les Visiteurs (1993), puis dans Les Couloirs du temps : Les Visiteurs 2 (1998), les deux personnages principaux, Godefroy de Montmirail et son écuyer Jacquouille, rencontrent un facteur des PTT de couleur noire, qu'ils prennent pour un sarrasin (peuple qui, à leur époque, est considéré comme ennemi) ; le facteur, les prenant pour des fous, s'enfuit à chaque fois précipitamment.
- Dans La cité de la peur (1994), l'humour autour du personnage d’Émile ne réside que sur du comique de répétition : il cherche sans cesse à citer une phrase célèbre de Lincoln, en vain ; on lui dit aussi à plusieurs reprises de « prendre un chewing-gum » parce qu'il a mauvaise haleine.
- Dans la série de trois films sur le personnage d'Austin Powers (Austin Powers: L'Homme du Mystère en 1997 ; Austin Powers 2 : L'Espion qui m'a tirée en 1999 et Austin Powers dans Goldmember en 2002), d'innombrables comiques de répétition sont présents, notamment en rapport sur des détails du scénario ou de la gestuelle des personnages.
- Dans OSS 117 : Rio ne répond plus (2009), le personnage de Hubert Bonisseur de La Bath (Jean Dujardin) est à plusieurs reprises confronté à un Chinois qui le menace en lui disant : « Tu as tué mon frère à Gstaad, tu vas mourir ! »
- Dans la saga Pirates des Caraïbes (2003-2017), on y trouve plusieurs gags récurrents bien que la franchise soit plutôt sérieuse:
  - Quand Jack Sparrow échappe à ses poursuivants, il dit : "Que ce jour reste dans vos mémoires comme celui où vous avez failli capturer le capitaine Jack Sparrow" mais c'est toujours interrompu par un moment comique ;
  - Le meilleur ami de Jack, Joshamee Gibbs, est réveillé par ce dernier qui lui jete de l'eau au visage ;
  - Pintel et Ragetti, deux membres de l'équipage du Black Pearl, se font systématiquement renversés par une vague quand ils arrivent sur une côte en chaloupe ;
  - Ragetti perd régulièrement son œil de bois, souvent volé par le singe de Barbossa, et se met à courir après pour le récupérer;
  - les discutions entre Murtogg et Mullroy qui ne cessent de les tourner en ridicule ;
  - un des hommes de Davy Jones perd sa tête à cause des actions de Jack Sparrow. En voulant récupérer sa tête, il percute de nombreux obstacles ;
  - la rivalité entre Jack Sparrow et Barbossa pour être capitaine du Black Pearl engendre des scènes comiques.

### Films d'animation
- Dans Peter Pan (1953) et sa suite (2002), le Capitaine Crochet est victime des maladresses de Mr Mouche, voit ses vêtements déchirés par le crocodile (et plus tard par la pieuvre) à cause de ses défaites contre Peter Pan.
- Dans 1 001 Pattes (1998), Francis la coccinelle est qualifié à tort d'être une femme alors qu'il est un homme, à son grand dam.
- Dans Lilo et Stitch (2002), on voit plusieurs apparitions d'un touriste au coup de soleil prononcé qui tient à la main une glace à la pistache. Il n'arrivera jamais à la manger et la laissera tomber à terre.
- Dans la série de L'Âge de glace (2002-2016):
  - l'écureuil Scrat passe son temps à chercher à attraper un gland, avant de déclencher à chaque fois une nouvelle catastrophe lorsqu'il arrive enfin à s'en saisir.
  - Chaque fois qu'il est qualifié "gros", Manny réplique : "Je ne suis pas gros, c'est mon pelage qui est bouffant".
- L'univers de Dragons (2010-2019) comporte plusieurs comiques de répétitions :
  - Rustik est constamment malmené par son dragon, Krochefer, qui le frappe le plus souvent avec sa queue mais aussi le mords ou lui brûle l'arrière-train grâce à sa peau inflammable.
  - Rustik tente de séduire Astrid mais celle-ci y répond sans cesse avec haine et violence.
    - Ces tentatives se sont aussi étendues à Ingrid, Mala, Kognedur et Valka mais toutes sans succès.

  - Les jumeaux Kranedur et Kognedur se disputent et se battent sans arrêt, menant leur dragon, Pet et Prout, à avoir des problèmes.
  - Les conseils de Guelefor, le forgeron et maître d'armes de Beurk, ne sont pas toujours bons.

## À la télévision

### Séries télévisées
- Dans la série Le Saint (1962-1969), un célèbre exemple de blague répétée apparait au début de chacun des 118 épisodes lorsque le personnage principal, Simon Templar (Roger Moore), levant la tête, regarde son auréole en entendant prononcer son nom.
- Dans la première série Star Trek (1966-1969) et les suivantes, le personnage de Mr Spock (Leonard Nimoy) a souvent recours à son expression favorite « Fascinant ! » (« Fascinating! » en VO) lorsqu’il est étonné de quelque chose[5],[6].
- Dans la série Seinfeld (1989–1998), le gag récurrent de Cosmo Kramer (Michael Richards) quand celui-ci fait son entrée dans l'appartement de Jerry Seinfeld, ouvrant la porte en se déhanchant de manière comique. Mais également les autres nombreux autres gags récurrents de cette série.
- Dans la série Mr. Bean (1990–1995) de et avec Rowan Atkinson, une voiture Reliant Regal couleur bleu clair est souvent renversée ou poussée hors de la rue.
- Dans les treize premières saisons de la série NCIS : Enquêtes spéciales (2003-2016), l’agent spécial Anthony DiNozzo (Michael Weatherly) appelle son collègue Timothy McGee (Sean Murray) avec plusieurs variations de son nom de famille pour s’en moquer, comme « Timothy McFarceur », « Timothy McGénie », « Timothy McJ’MeLaPète », « Timothy McGeek », « Timothy McGuignol », « Timothy McPâteÀModeler », etc.
- Dans la série Arrested Development (2003–2019), le comique de répétition est présent à de nombreuses reprises[7].
- Dans la série Le Flambeau : Les Aventuriers de Chupacabra de Jonathan Cohen, un des personnages du jeu nommé Marc (interprété par Cohen lui-même) remporte l'épreuve d'un des épisodes en répondant invariablement "le Vase de Soissons" à chaque question. La scène est grandement inspirée d'un mème issu d'un épisode de Questions pour un champion et largement popularisé par les bêtisiers et par internet, où un candidat s'obstine à répondre "c'est la Mer Noire !" à chaque question posée.

### Séries d'animation
- Dans la série Inspecteur Gadget (1983), l'autodestruction de l'ordre de mission de l'inspecteur Gadget se retourne systématiquement contre son chef, en lui explosant au visage.
- Dans City Hunter/Nicky Larson, le personnage de Nicky Larson adopte toujours un comportement déplacé envers la gente féminine qui croise son chemin, mais revient dans le droit chemin après un coup de massue donné par sa coéquipière Laura.
- Dans la série Les Simpson (depuis 1989), à la fin du générique de début de chaque épisode, vient le « gag du canapé » qui change à chaque fois ; voir à ce sujet la liste des gags du canapé des Simpson.
- Dans la série South Park (depuis 1997), dans les cinq premières saisons, le personnage de Kenny McCormick meurt presque à chaque épisode. Ses rares survies peuvent être perçues comme un degré supplémentaire de la répétition du running gag.
- Dans la série Funky Cops , les maquettes en cure-dents réalisées par le capitaine Dobbs sont régulièrement détruites après le passage de Dick Kowalsky et Ace Anderson lors de la transmission de l'ordre du jour ou pendant leur rapport d'enquête.
- Dans la série Martin Mystère, plusieurs scènes jouent sur le comique de répétition:
  - Lors de la transmission de la mission du jour, une maladresse généralement causée par Martin détruit les travaux en cours de "Mom", son bureau, ou porte atteinte à son intégrité; ce qui pousse le trio Mystère à un départ précipité vers leur nouvelle mission, pour éviter la colère de leur supérieure.
  - Martin exprime régulièrement sa fascination envers toute substance visqueuse et verdâtre qu'il découvre lors de son enquête, au grand dégoût de sa coéquipière et demi-sœur Deana.
  - L'apparition furtive de Billy, le petit extraterrestre bureaucrate, sur le terrain et à bord de sa mini-soucoupe pour transmettre des éléments nécessaires à leurs missions, qui surprend le trio Mystère à des moments inattendus.
  - Dragueur invétéré, Martin se prend régulièrement des râteaux auprès des filles qu'il croise, plus particulièrement de Jenny, une camarade de son campus universitaire.
- Dans la série Avatar, le dernier maître de l'air (2005–2008), un vendeur de choux se fait toujours écraser sa marchandise et finit par crier : « Mes choux ! mes pauvres choux ! ».
- Dans la série Galactik Football (2006–2011), le gardien de but des Technodroïdes (une équipe composée uniquement de robots) se fait à chaque fois arracher les bras en fin de match, en essayant d'arrêter un tir puissant.
- Dans la série Pokémon, on compte de nombreux comiques de répétitions :
  - Le Trio Rocket est à l'origine de nombreux éléments comiques récurrents à savoir, leurs tirades d'entrée en scène, leurs déguisements variés, leurs fantaisies concernant Giovanni, leurs pièges creusés dans le sol, leurs robots géants pour combattre les héros et enfin, leur défaite où ils hurlent : « Une fois de plus, la Team Rocket s'envole vers d'autre cieux ! » .
    - Ajouter à cela, les Pokémon de James qui se jettent sur lui lorsqu'il les appelle.

  - l'attaque Tonnerre de Pikachu qui détruit les vélos des principales héroïnes qui accompagnent Sacha.
  - Pierre qui tente de séduire de jolies femmes mais se fait arrêter par Ondine (Saisons 1, 3-5), puis par Max (Saisons 6-9) et enfin par son Cradopaud (depuis la saison 10).
  - Rondoudou qui chante sa Berceuse et gribouille sur les visages des personnes et Pokémon en se rendant compte qu'ils se sont endormis.
  - Butch, un autre agent de la Team Rocket, voit son nom être constamment écorché.
  - Des Pokémon qui sortent de leur Poké Ball sans avoir été appelés.

## En bande dessinée
Le comique de répétition est un élément quasi-incontournable dans la bande dessinée :
- Dans la série Gaston de Franquin :
  - le personnage de Gaston Lagaffe, créateur d'inventions qui provoquent des catastrophes. Certaines dont Fantasio (puis Prunelle) sont accusés à tort d'en être à l'origine.
  - l'empêchement à chaque fois pour signer d'importants contrats avec monsieur De Mesmaeker.
- Dans la série Modeste et Pompon, également créée par Franquin puis reprise par plusieurs auteurs, le running gag est également très présent :
  - Félix qui essaye de vendre toutes sortes de produits à Modeste qui les refuse et réagit de manière violente lorsqu'il se retrouve victime de leurs conséquences désastreuses.
  - Modeste se voit emprisonné ou interné pour des maladresses.
  - Les trois neveux de Félix qui jouent de vilains tours à Modeste qui se retrouve devant le fait accompli.
  - Jules le coq domestique de l'oncle  Symphorien de Modeste dont le chant horripile Modeste.
  - Les voisins Dubruit et Ducrin de Modeste qui lui causent de nombreux soucis.
  - le bébé de la cousine Améthyste, dont Modeste a la garde, est également source de quelques soucis.

- Dans la série Astérix, Goscinny a souvent recours au comique de répétition :
  - le personnage du barde Assurancetourix est toujours assommé par Cétautomatix, lorsqu'il veut entonner un chant pour donner du courage à Astérix et Obélix au début de leurs aventures ;
  - Assurancetourix est aussi systématiquement ligoté et bâillonné lorsque le village festoie à la fin de l'histoire, pour les mêmes raisons ;
  - la fraîcheur discutable des produits du poissonnier Ordralfabétix est toujours prétexte à des bagarres générales ;
  - le chef du village gaulois Abraracourcix fait régulièrement les frais des maladresses (ou inattentions) de ses porteurs, lorsqu'il est sur son pavois ;
  - le bateau des pirates est systématiquement coulé lorsqu'il croise la route d'Astérix et Obélix ; ceux-ci sont d'ailleurs systématiquement effrayés par les deux gaulois, sachant bien qu'ils n'ont aucune chance contre eux ;
  - Obélix, quand il est qualifié "gros", dit : "Je ne suis pas gros, je suis enveloppé" ;
  - Obélix se voit toujours refuser de boire la potion  magique par le druide Panoramix qui lui dit sans cesse qu'il était tombé dedans quand il était petit ;
  - Quand Obélix plonge dans une piscine d'un établissement thermal ou autre, il crée tellement d'éclaboussures que la piscine s'en trouve vidée, à son grand étonnement.
- Dans les albums de Tintin, Hergé utilise également souvent de type de gags[8] :
  - les maladresses des frères Dupondt, qui fréquemment tombent dans les escaliers, se cognent à un mur, marchent dans un seau d'eau, etc. ;
  - le vendeur d'assurance collant, Séraphin Lampion, qui insiste pour vendre ses assurances au Capitaine Haddock, visiblement agacé ;
  - le sparadrap qui ne se décolle pas des doigts et qui circule sur les mains de plusieurs personnages (L'Affaire Tournesol, Vol 714 pour Sydney) ;
  - le personnage d'Abdallah (Tintin au pays de l'or noir, etc.), le fils de l'émir qui revient fréquemment avec ses farces et attrapes (poil à gratter, cigare explosif, etc.) ;
  - et bien sûr, le fameux lama cracheur : dans les pages 2 et 21 de l'album Le Temple du Soleil, des lamas crachent au visage du Capitaine Haddock. À la dernière page, celui-ci se venge : il boit de l'eau dans une fontaine et crache à la tête d'un lama ;
  - sans oublier le grand classique récurrent de la série, la Boucherie Sanzot que tout le monde appelle au téléphone. Le numéro de téléphone est proche de celui du capitaine Haddock et, de fait, les appels arrivent souvent par erreur au château de Moulinsart, à l'agacement visible du capitaine ;
  - enfin, en vrac : les voitures qui éclaboussent les personnages ; les chutes liées à des portes ou des escaliers ; les poteaux dans lesquels les passants se cognent, etc.
- Dans la série Les Schtroumpfs, Peyo l'utilise également à plusieurs reprises :
  - le personnage du Schtroumpf à lunettes qui se prend régulièrement des coups de maillet sur la tête, dès qu'il s'avise de donner une leçon de morale aux autres Schtroumpfs ;
  - le Schtroumpf farceur qui « offre » régulièrement des cadeaux explosifs aux autres Schtroumpfs, ceux-ci ne s'en méfiant que rarement (la principale victime est également le Schtroumpf à lunettes) ;
  - le sorcier Gargamel qui, lorsqu'il part à la recherche du village des Schtroumpfs à travers la forêt, se retrouve systématiquement chez lui.
- Dans la série Boule et Bill de Roba, un gag récurrent consiste à employer les gros moyens pour faire prendre un bain à Bill, qui déteste cela.
- Dans la série Rubrique-à-brac, Marcel Gotlib utilise fréquemment le personnage d'Isaac Newton dans des situations incongrues, toujours en lien avec la loi de physique de la chute d'un objet, le plus souvent une pomme ou un animal (rhinocéros, serpent, pélican) qui tombe sur son auguste tête. Les personnages de la série entament aussi régulièrement des blagues parlant de « peinture de plafond » faites par des aliénés, ou de brocolis destinés à une certaine « Minestrone », sans toujours les terminer.
- Dans Garfield, Jim Davis a souvent recours aux gags récurrents :
  - Odie est jeté de la table d'un coup de pied par Garfield;
  - De la même manière, Nermal est éjecté de la maison ou est envoyé à l'autre bout du monde (souvent Abou Dabi) via la poste par Garfield;
  - Les tentatives de séduction d'une femme par Jon Arbuckle qui se soldent lamentablement toutes par un échec;
  - Chaque lundi, Garfield qui est victime de la malchance (sous diverses formes) ;
  - Garfield est aussi toujours hué et bombardé avec divers objets par le public lorsqu'il donne des spectacles sur une clôture la nuit.
- Dans Kid Paddle, Midam utilise souvent ce type de gag :
  - Kid Paddle fait des récits mêlant le monde réel et l'univers de ses jeux vidéo, conduisant à la naïveté d'Horace, un de ses amis, et au mécontentement de divers individus contre son père.
  - Horace se retrouve à de nombreuses reprises à l'hôpital à cause de représailles contre lui, d'accidents ou des inventions de Big Bang.
  - Kid et ses amis Horace et Big Bang tentent de regarder au cinéma des films interdits aux mineurs en montant les uns sur les autres et en enfilant un imper. Bien qu'ils ne soient pas démasqués, cela se solde toujours par un échec à cause de la maladresse d'Horace, des bavardages du guichet ou d'une mésaventure liée au sujet du film.
  - Le petit barbare, l'avatar de Kid dans les jeux, perd systématiquement la partie d'une manière ou d'une autre, ce qui a donné naissance à la BD dérivée Game Over.
  - Carole, la sœur de Kid, essaie de présenter Frank à son père, mais ils arrivent sans cesse au mauvais moment.
- Dans la série De cape et de crocs, qui fait intervenir de nombreux procédés narratifs, deux exemples de comique de répétition sont particulièrement marquants :
  - L'un des personnages principaux, Don Lope de Villalobos y Sangrin, ne parvient jamais à faire connaître son nom en entier lorsqu'il se présente (étant systématiquement interrompu d'une manière ou d'une autre), ce qui pousse ensuite son interlocuteur à l'appeler « M. de Villalobos y » ;
  - De même, le personnage d'Eusèbe n'arrive jamais à raconter l'histoire qui a conduit à sa condamnation aux galères, au cours de laquelle il rencontre les protagonistes. Cette histoire ne sera finalement narrée en entier que dans les deux derniers tomes de la série, qui servent de préquelle au reste du scénario.

## Chez les humoristes
- Dans le sketch Le Train pour Pau de Chevallier et Laspalès, avec notamment les répliques de Régis Laspalès : « Vous me cherchez », « C'est vous qui voyez ! » et « Il y en a qui ont essayé. Ils ont eu des problèmes. Cela dit, il est très rapide »[9], répétées en boucle.
- Dans le sketch Les croissants de Fernand Raynaud.
- Dans le sketch Rambo d'Albert Dupontel, où celui-ci incarne un fan du personnage de John Rambo interprété par l'acteur Sylvester Stallone, notamment dans les premiers et seconds opus de la série de films Rambo ; le personnage de Dupontel répétant à plusieurs reprises les mimiques et attitudes de Rambo, de manière caricaturale.
- Florence Foresti, sur le plateau de l'émission On a tout essayé se grimait dans le cadre de courts sketches en différents personnages récurrents, la plupart d'entre-eux étant à l'origine de répliques faisant l'objet d'un running-gag :
  - le personnage de Michelle, une garçonne au caractère bien trempé qui répète régulièrement à Laurent Ruquier qu'il n'a visiblement « jamais mis les pieds dans Monfion[-sur l'Orge] », parlant du village fictif dont elle est censée être originaire ;
  - le personnage de Dominique Pipeau, la ministre « des affaires problématiques » qui confond systématiquement ses dossiers et qualifie régulièrement Christophe Alévêque (un des participants de l’émission) de « femme à barbe » ;
  - le personnage de Brigitte, une bimbo brune écervelée qui énonce son âge de manière étrange ou ridicule (« J'ai 24 ans et 12 mois ! » ; « Je suis née le jour de mon anniversaire ! »).
  - le personnage d'Anne-Sophie de La Coquillette, une aristocrate dévergondée qui rappelle régulièrement les penchants zoophiles de sa famille ;
  - Le personnage de Clotilde (qui préfère qu'on l'appelle « Clo »), âgée de 16 ans et demi, en terminale au « lycée Jean-Luc Lahaye » et qui est toujours « trop véner' » (énervée) par les évènements de l'actualité qu'elle vient dénoncer.
- Sylvain Lévy, de la chaîne YouTube Vilebrequin, évoque régulièrement un Vultech sur le différentiel qui ne sortira pourtant jamais, comme il l'a annoncé dans la premiere vidéo de la chaîne secondaire Le Frigo : "J'avais le choix de faire un Vultech sur le différentiel, ce qui n'arrivera jamais, je vous le dit, voilà, c'est tellement drôle de vous faire mariner que je vous l'annonce : je ne le sortirai jamais"